# HANTRU-1
HANTRU-1 es un sistema de comunicaciones por cable submarino que conecta una zona que va desde el Reagan Test Site, en el atolón de Kwajalein, hasta Guam. El cable fue financiado por la armada de los Estados Unidos y costó $ 100 000 000. Las Islas Marshall y los Estados Federados de Micronesia convinieron añadir extensiones a esta línea por un total de $ 30 000 000. 

## Características
El cable llega a los siguientes puntos:
- Guam
- Pohnpei, Estados Federados de Micronesia
- Reagan Test Site, Kwajalein
- Ebeye, Kwajalein
- Majuro, Islas Marshall

HANTRU-1 ha sido nombrado así por su propietario Hannon Armstrong Capital LLC y operador Truestone LLC. Los cables de Micronesia tienen capacidad para transmitir 16 longitudes de onda de 10 gigabits. Las extensiones del HANTRU-1 se completaron en marzo de 2010. Anteriormente, la comunicación con esas islas solo era posible por vía satélite.